# 詹·亚曼
詹·亚曼（土耳其語：Can Yaman，1989年11月8日—）是一名土耳其演員、模特兒和律師。他在2018年愛情電視劇《早起的鳥兒》中飾演的角色得到金蝴蝶獎最佳男演員獎（Golden Butterfly Award for Best Actor）。坎·雅曼贏得2019年第7屆GQ Men年度獎。他也演出過電視劇《愛情故事》（Gönül İşleri）、《愛上愛》（İnadına Aşk）、《Hangimiz Sevmedik》、《滿月》，以及2020年的《假命天子》（Bay Yanlış）。

## 早年
亚曼於1989年11月8日出生在土耳其的伊斯坦堡。他的祖父是科索沃阿尔巴尼亚族。他的外祖母是來自北馬其頓的移民。他是足球教練福阿德·亚曼的侄子。從很小的時候，由於亚曼的父母經歷了經濟困難，他的祖母就親自照顧他成長。雅曼的父母在他5歲時離婚。
亚曼在Bilfen Kolej就讀小學和中學，然後在Liceo Italiano di Istanbul學校上學，並以該教育機構成立以來的最高成績完成了學業。2012年，他從葉迪特佩大學的法律系畢業，並開始在羅兵咸永道工作，在那裡他認識了現在的律師事務所合伙人。24歲時，雅曼開始從事合并與收購工作，並為《Dunya》報紙的稅務版撰寫文章。當他在公司的法律部門獲得成功時，他也意識到公司生活並不適合他。雅曼在2018年告訴《Hello!》雜誌說：「我覺得自己的視野很廣闊，但坐在辦公室裡，穿著西裝讓我很困擾。當他們給我休年假時，我就沒有回來了。接下來，我的同事是在電視上看到我的。」在休假期間，雅曼前往博德魯姆探望他的祖母。他在那裡遇到了他最後和目前的演藝經理Cuneyt Sayil和Ilker Bilgi。
2021年1月，雅曼從土耳其移民至意大利。

## 演藝生涯
詹·亚曼於2014年的《愛情故事》中開始演藝生涯。他最突破的演出是在電視劇《滿月》。2016年，他演出電視劇《Hangimiz Sevmedik》。後來有媒體報道，亚曼與合作演員Selen Soyder發生爭執，為此法院開庭審理，雅曼因侮辱而被罰款。
2018年至2019年，他在愛情電視劇《早起的鳥兒》中飾演其中一個主角叫Can，與他合拍的演員是Demet Özdemir。他憑《早起的鳥兒》在貝魯特獲得2019年Murex d'Or最佳外語男演員獎。
2020年，亚曼在短劇《假命天子》中飾演主角Özgür Atasoy，與他合拍的演員是Özge Gürel。該劇由Deniz Yorulmazer執導，於2020年6月在Fox播放。
2021年，亚曼簽約主演80年代邪典劇《Sandokan》的重啟版。他在第一季會得到超過100萬歐元。

## 影視作品列表
| 電視節目  | 電視節目                   | 電視節目        | 電視節目    | 電視節目 |
| 年份      | 標題                       | 角色            | 備註        |          |
| --------- | -------------------------- | --------------- | ----------- | -------- |
| 2014      | 《愛情故事》 Gönül İşleri  | Bedir Kocadağ   | 主要角色    |          |
| 2015      | 《愛上愛》 İnadına Aşk     | Yalın Aras      | 主要角色    |          |
| 2016      | 《Hangimiz Sevmedik》      | Tarık Çam       | 主要角色    |          |
| 2017      | 《滿月》 Dolunay           | Ferit Aslan     | 主要角色    |          |
| 2018–2019 | 《早起的鳥兒》 Erkenci Kuş | Can Divit       | 主要角色    |          |
| 2020      | 《假命天子》 Bay Yanlış    | Özgür Atasoy    | 主要角色    |          |
| 2021      | 《Che Dio ci aiuti》       | Gino            | 第6季、客串 |          |
| 2021      | 《Viola Come il Mare》     | Francesco Demir | 主要角色    |          |
| 2023      | 《El Turco》               | Hasan Balaban   | 主要角色    |          |

## 外部連結
- 詹·亚曼在互联网电影资料库（IMDb）上的資料（英文）
- 詹·亚曼的Instagram帳戶